# Nowe Kozuby
Nowe [pronunciación en polaco: /ˈnɔvɛ kɔˈzubɨ/] es una aldea ubicada en el distrito administrativo de Gmina Sędziejowice, dentro del condado de Łask, voivodato de Łódź, en el centro de Polonia. Se encuentra a unos 3 kilómetros al sur de Sędziejowice, a 13 kilómetros al suroeste de Łask, y a 45 kilómetros al suroeste de la capital regional Łódź .